# As the Twig Is Bent (film 1915)
As the Twig Is Bent è un cortometraggio muto del 1915 diretto da Wilbert Melville.

## Produzione
Il film, prodotto dalla Lubin Manufacturing Company, venne girato al Balboa Park di San Diego, in California.

## Distribuzione
Distribuito dalla General Film Company, il film - un cortometraggio in tre bobine - uscì nelle sale USA il 25 novembre 1915.